# Carpornis melanocephala
Il beccabacca testanera (Carpornis melanocephala (Wied, 1820)) è un uccello della famiglia Cotingidae, endemico del Brasile.